# Šmaver, Trebnje
Šmaver je naselje v občini Trebnje. Razloženi obcestni zaselek med vinogradi in zidanicami leži vzhodno od Dobrniča. Naselje sestavljata Stara gora nad cerkvijo sv. Mavricija na zahodu in Nova gora ob cerkvi sv. Ane na vzhodu, kjer je tudi glavnina hiš. K temu delu naselju sodi tudi zaselek Jurjev Hrib. Zaradi kraškega in strmega reliefa je na tem območju malo njiv, le okoli Reber, Ograje in Gmajne, gozd pokriva vrh Nove gore, dobro pa po celotnem južnem pobočju uspeva sadje in vinska trta. Precej zidanic je preurejenih v počitniška bivališča. 
Cerkev sv. Mavricija (365 m), po kateri je kraj dobil ime, je v pisnih virih prvič omenjena leta 1526. V 17. stoletju je bila cerkev temeljito barokizirana. Romanski ravnostropni ladji so prizidali tristrani prezbiterij na vzhodu in zvonik na zahodu, na južni steni pa so uredili vhod. Zunanjim stenam so dodali stenske poslikave z motivi geometričnih likov na vogalnikih in oknih. Glavni zlati oltar iz leta 1679 je bil obnovljen leta 1874. Južni stranski oltar je iz leta 1696, severni pa iz leta 1795. Zvonik in streho cerkve so obnovili leta 2010, fasado pa z restavratorskimi deli leta 2014. 
Cerkev sv. Ane (392 m) stoji vrh razglednega hriba in je enotna stavba iz začetka 18. stoletja, njen bogat glavni oltar je vkomponiran v prostor prezbiterija. Preslikana oltarna podoba svete Ane je delo A. Postla, prav tako pa tudi oba stranska oltarja iz 2. polovice 18. stoletja. V severnem oltarju je podoba sv. Frančiška Ksaverija, v južnem pa podoba sv. Jakoba.